# Казе Пелагали (Л'Аквила)
Казе Пелагали (итал. Case Pelagalli) је насеље у Италији у округу Л'Аквила, региону Абруцо.
Према процени из 2011. у насељу је живело 37 становника. Насеље се налази на надморској висини од 331 м.